# Дюрхеннерсдорф
Дюрхеннерсдорф (нем. Dürrhennersdorf) — община в Германии, в земле Саксония, входит в состав района Гёрлиц и подчиняется управлению Нойзальца-Шпремберг.
Население составляет 1007 человек (на 31 декабря 2014 года). Занимает площадь 10,67 км².

Дюрхеннерсдорф и управление на карте района
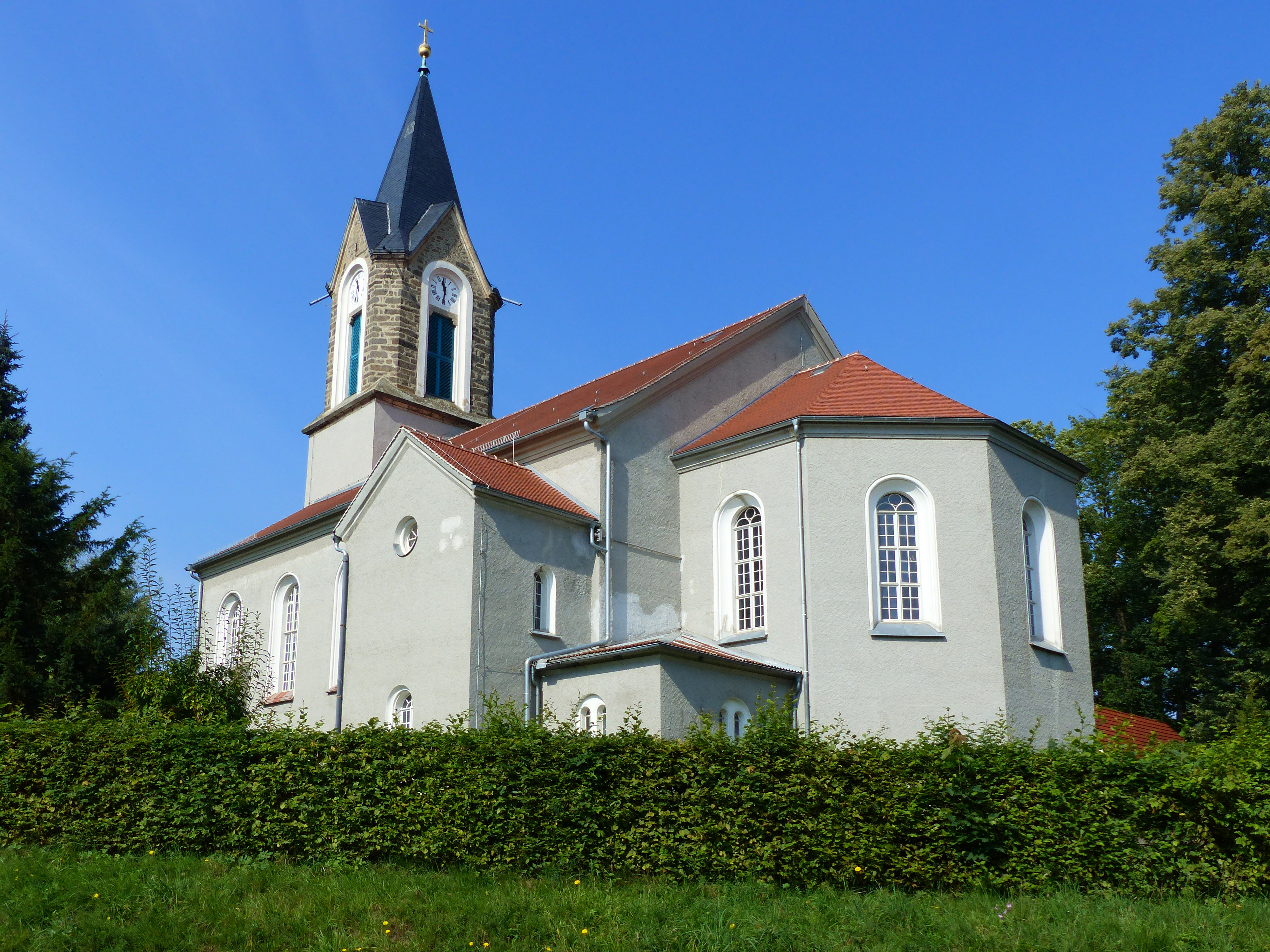
Церковь в Дюрхеннерсдорфе
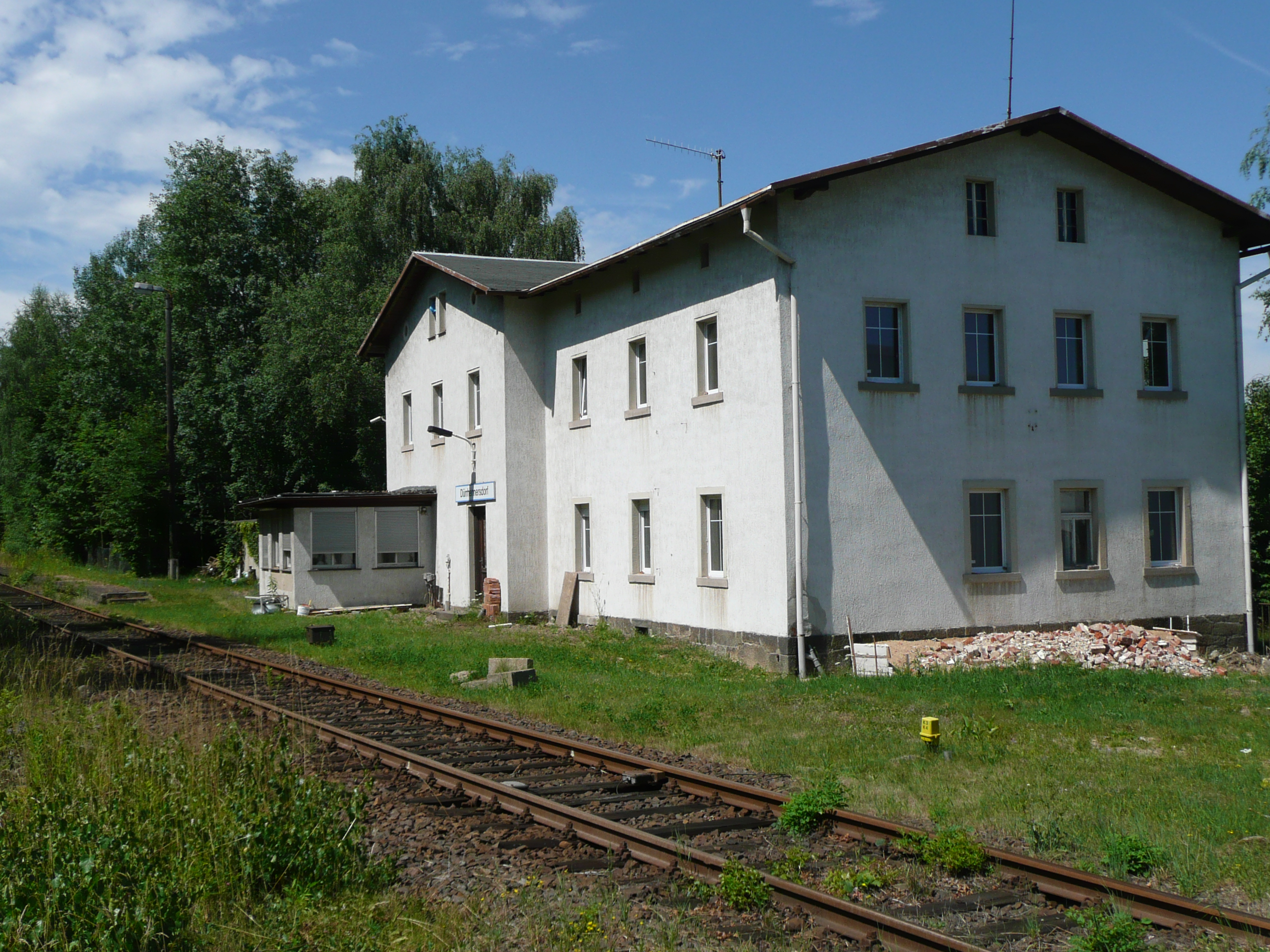
Ж/д станция Дюрхеннерсдорфа
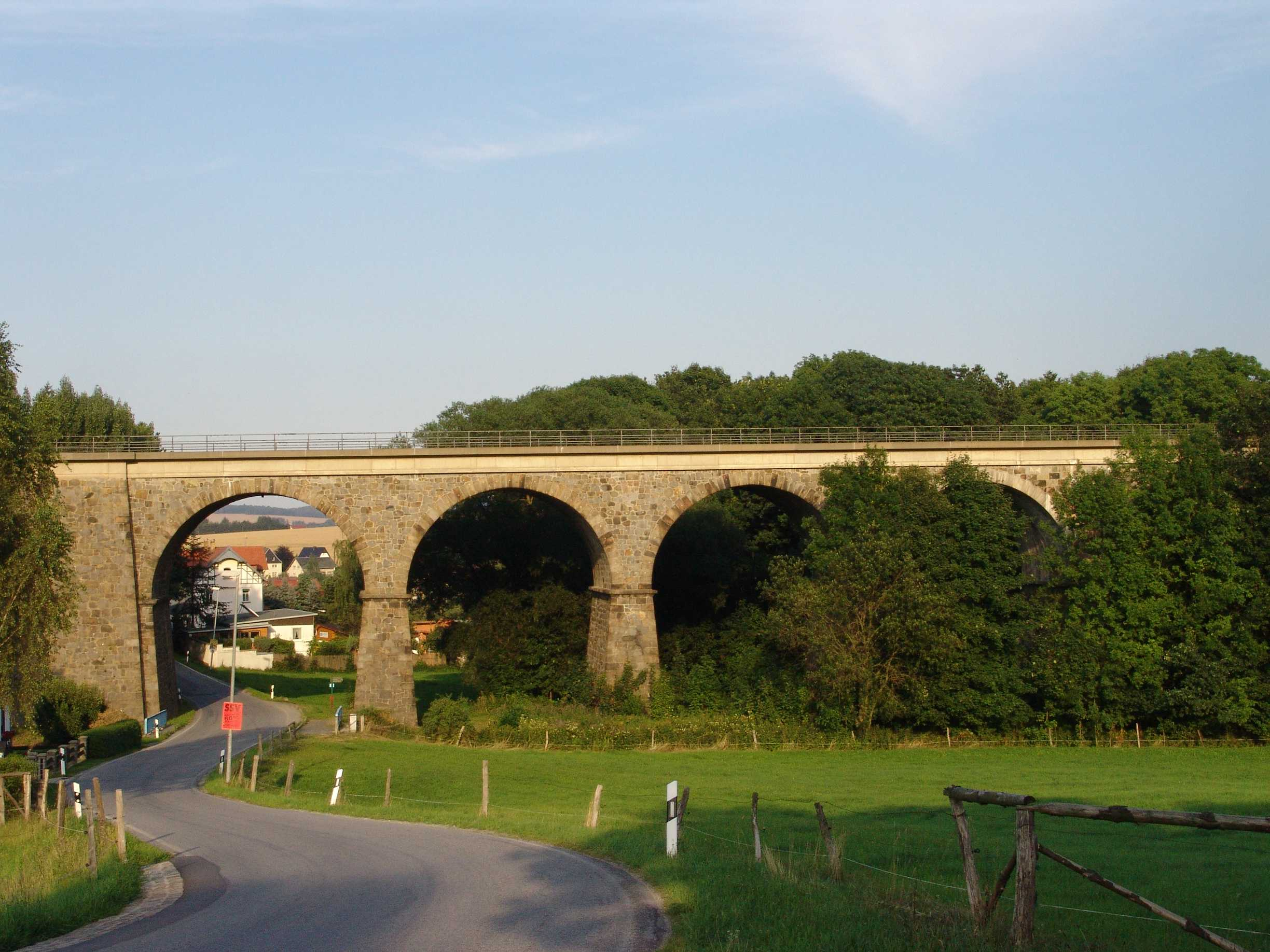
Старинный ж/д мост

## Состав общины
В состав общины входит 2 населённых пункта:
- Дюрхеннерсдорф (нем. Dürrhennersdorf);
- Нойшёнберг (нем. Neuschönberg, 51°02′30″ с. ш. 14°35′30″ в. д.HGЯO).

## История
Первое упоминание о Дюрхеннерсдорф относится к 1306 году.

## Известные уроженцы
- Вилли Хенниг — энтомолог (диптеролог), создатель кладистики.